# Ортопантомограма

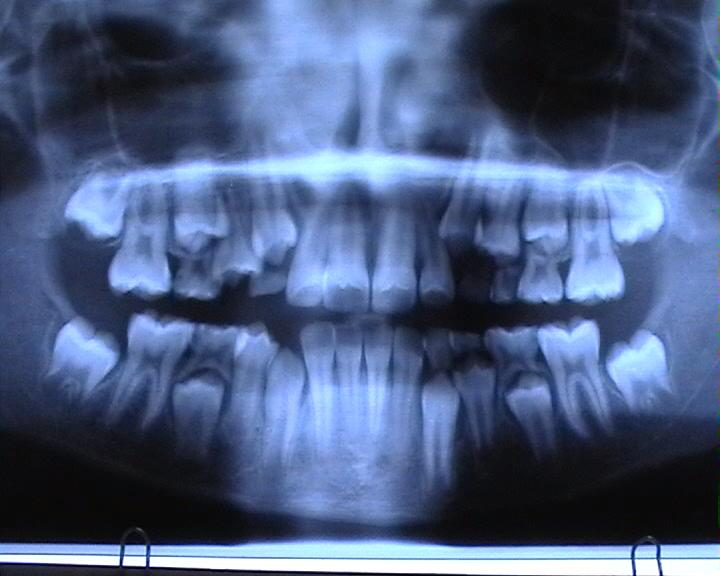
Ортопантомограма: змінний прикус

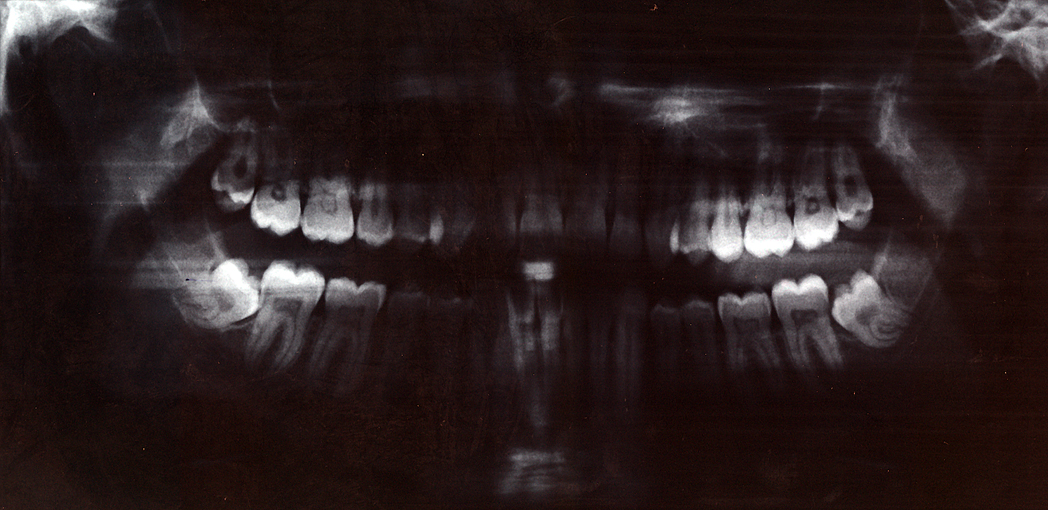
На цьому рентгенівському знімку зображені верхня та нижня щелепи з усіма зубами, включаючи «зуби мудрості», передні, носові, та щелепні пазухи та черепно-щелепні суглоби.

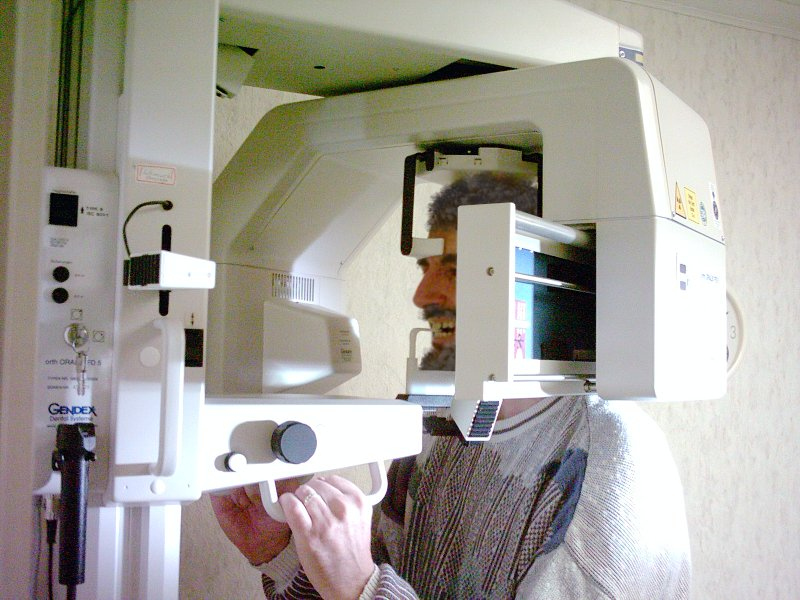
Пристрій для ортопантомограми

Рентгенологічне дослідження в стоматології, або Ортопантомограма (OPG), також відома як «ортопанорама», «ортопантограма» та «панторекс» — панорамний рентгенівський знімок зубів, верхньої та нижньої щелепи.
Діагностика вроджених та набутих захворювань зубо-щелепної системи базується на використанні рентгенологічного методу дослідження. Вітчизняну медицину у значній мірі цікавлять питання та проблеми сучасної стоматології. Тому надзвичайно важливими для діагностики захворювань щелепно-лицевої ділянки є рентгенологічний метод. А деякі захворювання зубів, щелеп та слинних залоз надзвичайно важко діагностувати, не провівши рентгенологічного дослідження. Отже, рентгенологічна діагностика — важлива, можна сказати невід'ємна, частина процесу розпізнавання да диференціювання захворювань щелепно-лицевої ділянки.

## Можливості
Зуби та щелепи містять значну кількість неорганічних речовин, зокрема карбонату кальцію, що дозволяє їм поглинати рентгенівські промені. Отже, зуби та щелепи володіють природною «позитивною» контрастністю. Слинні залози містять більше органічних речовин, тому природною контрастністю не володіють. Однак вони мають протоки, у які можна ввести рентгеноконтрастні речовини з метою їх візуалізації. Крім того, контрастні речовини можна вводити до порожнини скронево-нижньощелепного суглоба, норицевих ходів та до просвіту кровоносних та лімфатичних судин. Таким чином, рентгенологічне дослідження має велике значення для розпізнавання захворювань щелепно-лицевої ділянки. Воно дозволяє вивчити форму, величину та положення патологічних утворів, а також умови їх крово- та лімфопостачання. Використовуючи досягнення сучасної техніки, у ряді випадків використовують таку рентгенологічну методику, як комп'ютерна томографія. Крім того, для променевої діагностики патології щелепно-лицевої ділянки використовують медичну термографію, радіо-нуклідну діагностику та магнітно-резонансну томографію.
Однак слід зауважити, що променева діагностика захворювань зубів, щелеп та слинних залоз може бути застосована лише у комплексі з клінічними, клініко-лабораторними та (у ряді випадків) гістологічними методами обстеження.

## Основні та спеціальні методики
Серед основних методик рентгенологічного дослідження, якими є рентгеноскопія, рентгенографія та флюорографія, провідну роль відіграє рентгенографія (позаротова у прямій, бокових, аксіальній, напіваксіальній та косих проєкціях, зокрема оглядова та прицільна — скронево-нижньощелепового суглоба, а також внутрішньоротова прицільна — періапікальних тканин). Важливу роль у діагностиці захворювань зубів, щелеп та слинних залоз відіграє панорамна томографія, збільшена панорамна рентгенографія та рентгенокінематографія. Зі спеціальних методик слід виділити сіалографію (контрастне рентгенологічне дослідження слинних залоз та їх проток), синусографію (контрастне дослідження додаткових пазух носа), артрографію (контрастне дослідження скронево-нижньощелепового суглоба), ангіографію (контрастне дослідження судин) та фістулографію (контрастне рентгенологічне дослідження норицевих ходів). При рентгенографії зубів з використанням дентального апарату важливим є правило А. Цешинського (правило ізометрії): «центральний промінь повинен бути перпендикулярним до бісектриси кута між віссю зуба та поверхнею рентгенівської плівки». Для знімків вприкус використовується плівка 3Х4, 5Х4, 6Х7. умови знімання верхньої щелепи вприкус: 60 кіловольт, 10 міліампер, експозиція — 0,6 — 0,8 секунди. Слід враховувати, що структура кісткової тканини гірше візуалізується на знімках вприкус, ніж на контактних знімках. При рентгенографії додаткових пазух носа використовують чільно-носову проєкцію з максимально відкритим ротом при вертикальному положенні пацієнта та носо-підборідкову з закритив ротом — при горизонтальному його положенні. При травматичних пошкодженнях та деформаціях щелеп, при пластичних операціях доцільно викорстовувати ангіографію з катетеризацією a. carotis externa. З контрастів використовують гіпак, дийодон, урографін, вазографін та кардіотраст.
Для рентгенологічного дослідження щелепно-лицевої ділянки слід згадати особливості її рентгеноанатомії. Нижня щелепа майже на всьому протязі побудована як плоскогубчаста кістка. Лише в основі її проходить інтенсивна смужка компактної кісткової тканини, ширина якої максимальна в центральних відділах (0,3 — 0,6 см), у напрямку до кутів зменшується до тоненької волосоподібної чіткої смужечки. Альвеолярні краї щелеп закінчуються або конусоподібно, або більш плоско, утворюючи зубчастість міжальвеолярних переділок. Значний вплив на форму міжальвеолярних гребенів справляє частота розташування зубів — чим більше відстань між зубами, тим більш похилі міжальвеолярні гребені. Важливими для діагностики є дані про рентгеноанатомію нижньощелепового каналу, його просвіт на ортопантомограмах має ширину 0,4 — 0,6 см, його форма різна. Зокрема тип 1 — майже горизонтально спрямований канал, що закінчується на рівні кута нижньої щелепи нижньощелепним отвором овальної форми; тип 2 — верхній зовнішній кінець канала піднімається догори, заходячи на невеликому протязі до гілки, весь дистальний відрізок канала має дещо скошений напрямок, кінцева частина розширеним відділом переходить у foramen mandibulare не завжди правильної геометричної форми і чіткі контури; 3 — ще більш косий напрям ходу канала, що високо заходить в гілку, утворюючи петлеподібний вигин в дистальній частині. Підборідні отвори нижньощелепного канала з обох боків знаходяться на рівні премолярів, мають круглу чи овальну форму, по периферії оточені чітким кортикальним обідком. Зовнішня коса лінія ретромолярного трикутника доходить до переднього краю гілки щелепи, а внутрішня linea mylohyoidea, починаючись біля нижнього краю симфізу, піднімається догори по внутрішньому краю нижньої щелепи до гілки. Обидві лінії мають різну щільність, краще всього візуалізуються у зоні молярів. Краї міжзубних переділок вкриті тонкою кортикальною платівкою, що має значну кількість канальців, де проходять судини та нерви. Велике значення у вивченні різних захворювань щелепно-лицевої ділянки має визначення стану гайморових пазух, які тісно пов'язані з зубами та альвеолярним паростком верхньої щелепи. Їх об'єм варіює від 2,0 до 8,5 см³, ідентичності величини та форми з обох боків немає, товщина слизової оболонки — максимум 1,0 — 1,5 мм, корені молярів контактують з дном щелепи, особливо 8/8, особливо у підлітків.

## Рентгеносеміотика вад розвитку зубів та щелеп
Схема аналізу рентгенограми хворого з патологією щелепно-лицевої ділянки
1. Ділянка дослідження: Визначити вид знімка, характер дослідження, проєкцію дослідження, вірність вкладання пацієнта, якість знімка.
2. Вивчення кісток (суглоба):
а) положення, величина, форма кістки;
б) контури зовнішньої та внутрішньої поверхні кортикального шару;
в) стан кісткової структури;
г) стан зон росту та ядер осифікації (у молодих);
д) стан суглобових кінців кісток (величина, форма, контури рентгенівської суглобової щілини;
е) характеристика альвеолярного паростка щелепи;
ж) стан зубного ряду.
3. М'які тканини, що оточують кістку, їх об'єм, конфігурація, структура.
4. При наявності пошкодження (перелом, тріщина, вивих у суглобі) визначити його місце, встановити характер та ступінь зміщення уламків кісток чи характер зміщення суглобових кінців при вивиху.
5. При наявності пошкодження зубів, періодонту, додаткових пазух носа встановити його характер та локалізацію.
6. Виявити порушення в утворенні кісткової мозолі (надлишкова, сповільнений розвиток, неправдивий суглоб).
7. Виявлення та вивчення симптомів захворювань кісток та зубів:
а) зміна положення, форми та величини кістки;
б) зміна поверхні кістки (періостит, періостоз);
в) зміна кісткової структури, перебудова кісткової тканини (остеопороз, остеосклероз, зони перебудови, перебудова при фіброзній остеодистрофії, деструкція, остеонекроз, секвестрація);
г) стан коронок, шийок та коренів зубів;
д) стан періодонтальної щілини;
е) стан додаткових пазух носа (затемнені чи ні, чи не зменшена їх площа за рахунок пристінкових нашарувань).
8. Вивчення стану слинних залоз (при сіалографії):
а) стан вивідних протоків та комірок самих залоз (не змінений, рівномірно чи нерівномірно звужені, розширені);
б) наявність чи відсутність тіней конкрементів.
9. Провести диференційну діагностику між основними патологічними процесами кісток та суглобів (остеомієліт, артрит, артоз, туберкульоз, пухлина), зубів (карієс, періодонтит, пародонтоз, фолікулярна киста, альвеолярна киста, пухлини, дентиклі).
10. Встановити найімовірніше рентгенологічне заключення.
Вади розвитку зубо-щелепової системи та її набуті деформації — істотна проблема сучасної стоматології, що найкраще діагностуються за допомогою телерентгенографії. Виділяють справжню та несправжню прогенію (збільшення всіх відділів нижньої щелепи або ізольоване збільшення тіла при збереженні нормальних розмірів гілки), несправжня прогенія зумовлена порушеннями прикуса у дітей. Мікрогенія — зменшення розмірів нижньої щелепи, може бути однобічною та двобічною, часто супроводжується зниженням слуху та анкілозом у скронево-нижньощелеповому суглобі. Виділяють також вроджене розщепленнґ твердого піднебіння та альвеолярного паростка нижньої щелепи, що також може бути однобічним та двобічним.
Травми щелепно-лицевого скелета, як і всі травми взагалі, поділяються на травми мирного та воєнного часу, між якими, з рентгенологічної точки зору, немає істотної різниці. Переломи щелепно-лицевого скелета мирного часу поділяються на прямі, непрямі та змішані, на переломи зі значними пошкодженнями м'яких тканин та без них. Військові травми мають переважно скальчастий характер, часто із втратою значної кількості м'яких та кісткової тканин.
Класифікація переломів за напрямом та місцем дії травмуючої сили:
1. прямі переломи з порушенням цілісності кістки у місці дії травмуючої сили (ізольовано найчастіше спостерігаються на підборідді);
2. непрямі переломи, що виникають на віддалі від місця прикладання діючої сили (найчастіше локалізуються на шийці суглобового паростка нижньої щелепи, в її середньому відділі, на розташованих поруч ділянках).
Класифікація переломів за механізмом їх походження:
1. переломи як результат згинання (найчастіше спостерігаються у нижній щелепі, виникають як за прямим, так і за непрямим способом);
2. компресійні переломи, що виникають від стискання (найчастіше локалізуються у верхній щелепі);
3. абрупційні переломи (відривні), що найчастіше спостерігаються у суглобовому паростку (найчастіше при правці та інших судомних станах).
Класифікація переломів за відношенням до м'яких тканин:
1. закриті (неускладнені), при яких відсутнє ураження слизової оболонки та шкіри, зокрема субперіостальні;
2. відкриті (ускладнені), при яких переломи через пошкоджену слизову оболонку можуть сполучатися з порожнинами тіла (ротом, носом, верхньощелепними пазухами) або з поверхнею обличчя.
Класифікація переломів за напрямом та кількістю ліній перелому:
1. прості, що характеризуються поодинокою лінією перелома;
2. скальчасті (комінутивні), що містять велику кількість несистематично розміщених фрагментів, без чітко вираженої лінії перелома, однак зі збереженням кісткової маси.
Класифікація переломів за взаємним розташуванням уламків:
1. переломи без зміщення (дислокації) уламків;
2. переломи зі зміщенням (дислокацією) уламків:
а) по довжині (dislocatio ad longum), зокрема зі скороченням (cum contractione) чи з розходженням (cum distractione);
б) під кутом (dislocatio ad axim);
в) з боковим зміщенням (dislocatio ad latus)
г) по периферії (dislocatio ad periferiam).
Патологічні переломи:
1. переломи при кісткових кистах ;
2. переломи при пухлинах;
3. переломи при остеомієліті;
4. переломи при старечому остеопорозі.
Переломи щелеп, порівняно з переломами інших відділів скелета, складніші з причини наявності в них зубів. Лінія перелома може проходити за межами зубного ряда або через ділянку щелепи з зубами. Лінія перелома може проходити паралельно до коренів, не оголюючи зубних альвеол (тоді зуби можна лишати в щелепі і навіть використовувати їх як опори для шини). Крім того лінія перелома може проходити через зубну альвеолу (повздовжньо, поперечно чи косо). Це може сприяти порушенню цілісності зубів. Тому, крім оглядової рентгенограми всієї щелепи, слід провести прицільний знімок уражених квадрантів для точнішої інформації про стан коренів. Зуби, що не виросли, імпактовані у щелепі (зокрема зуб мудрості), за умови не порушеного, оберненого в бік ротової порожнини покритті, лишають на місці, однак водночас призначають антибіотики.
Рентгенологічне дослідження переломів щелепно-лицевого скелета проводять у наступних проєкціях.
Задньо-передня проєкція черепа (плівка 24X30 чи 18X24), трубка середня, екран Буккі; середній промінь у медіальній площині спрямований на перенісся і косо на середину касети — добра візуалізація сагітальних переломів верхньої щелепи та майже всіх переломів нижньої щелепи.
Рентгенологічними проявами пародонтозу можуть бути симптоми двох типів:
а) зміни пародонта на тлі нормальної за щільністю та будовою кісткової тканини щелеп на інших ділянках; початкові симптоми полягали у розволокненні кортикальних платівок міжальвеолярних гребенів і лунок і носили гніздовий вогнищевий характер, висота міжальвеолярних переділок звичайно лишається нормальною або незначно знижувалась; динамічні спостереження показують, що активний перебіг запального процесу дає активні, відносно швидко прогресуючі вогнища деструкції формує великі кісткові кишені (абсцеси), контури яких узуровані, чіткі межі між зруйнованою та збереженою кістковою тканиною відсутні, навколо основних зон деструкції — ділянки плямистого остеопорозу; при затиханні запального процесу нечіткість контурів деструйованих ділянок зникає, однак висота зруйнованих міжальвеолярнтх переділок ніколи не відновлюється;
б) у пародонті також візуалізуються деструктивні процеси, однакпереважає склеротична перебудова кісткової структури, рисунок кісткової тканини стає дрібносотистим, деструктивні процеси у крайових відділах пародонтозу мають більш торпідний перебіг, вогнища розплавлення значно менші за розмірами, ніж у першій групі, частіше зустрічається у осіб похилого віку; особливістю також є те, що висота міжальвеолярних переділок знижена незначно, але їх анатомічна цілісність повністю збережена.
Диференціювати пародонтоз слід з системними остеопатіями, пародонтопатіями, особливо при ревматичному процесі. Дифереційною ознакою є те, що різка склеротизація нижньої щелепи з пікресленністю рисунка судинних каналів і зниженням висоти міжальвеолярних переділок не супроводжується ознаками їх деструкції.
Терміни «остит» та «остеомієліт» використовують для позначення однакових процесів, однак проблематично уявити запалення кісткової тканини без втягнення в процес кісткового мозку, але під остеомієлітом ми розуміємо гнійне запалення кістки, під час якого утворюються гнійні порожнини — секвестри, решта запальних захворювань, включаючи і переважно продуктивні (туберкульозне, сифілітичне) прийнято позначати терміном «остит». За походженням остеомієліт щелеп може бути травматичним, одонтогенним, гематогенним. На травматичний остеомієліт припадає 10,0 %, особливо часто він зустрічається при травмах нижньої щелепи, що зумовлене, зокрема, особливостями її кровопостачання, має відносно бурхливу та швидко наростаючу клініку, однак за своїми морфологічними та рентгенологічними проявами він лишається хронічним захворюванням. Найбільш ранні прояви травматичного остеомієліту візуалізуються через 8-10 діб після початку клінічних проявів, однак вони маскуються набряком м'яких тканин. Найважливішим початковим симптомом є збільшення протягом часу лінії перелому, нечіткість та нерівність контурів кісткових фрагментів, вогнища руйнування кісткової тканини у вигляді зон плямистого остеопорозу, що у подальшому перетворюються у зони деструкції. Секвестри при травматичному остеомієліті можуть мати подвійне походження. З одного боку, це некротизовані дрібні скалки, що утворюються між крупними фрагментами, з іншого — некротизовані зони крайових ділянок кісткових фрагментів. Найхарактерніший симптом секвестра — значно вища, порівняно з оточуючою кісткою, інтенсивність його тіні. У нижній щелепі секвестри переважно губчасті, кортикальні ж зустрічаються лише при невротизації ділянки кістки біля основи щелепи чи поблизу компактної стінки лунки. Диференційними ознаками, порівняно з кістковими скалками, є наростаюча інтенсивність тіні секвестра, порівняно зі здоровою кісткою, в динаміці. Терміни клінічного та рентгенологічного загоєння остеомієліту значно відрізняються (19-23 та 30-40 діб відповідно). Навіть після стійкого клінічного загоєння лінію перелому можна побачити навіть через 13-16 місяців після перелому, ускладненого остеомієлітом. Якщо остеомієліт не вдалось вилікувати, то виникають значні дефекти кісткової тканини і виражене зміщення уламків. Одонтогенний остеомієліт тісно пов'язаний з захворюваннями зубів та пародонта, особливо у дітей молодших вікових груп. Причина — переважно пері апікальний (рідше маргінальний) остит, що не відмежувався. Найбільш ранні прояви одонтогенного остеомієліту візуалізуються через 8-10 діб після початку клінічних проявів, характеризуються появою ділянок плямистого остеопорозу, що досить швидко перетворюються у зони остеолізу, що захоплюють великі ділянки щелепи. Формуються губчасті та кортикальні секвестри. За умов своєчасного лікування після відторгнення секвестрів у зоні остеомієлітичного процесу у дітей спостерігається досить повне і швидке відновлення кісткової тканини. На верхній щелепі перебіг процесу швидше, ніж на нижній, що зумовлене особливостями васкуляризації. Найчастіше одонтогенний остеомієліт викликають моляри нижньої щелепи. Інколи причиною його може стати ураження лунки видаленого зуба.
Найрідше зустрічається гематогенний остеомієліт, що у ряді випадків також має одонтогенне походження, а частіше виникає внаслідок важких інфекційних захворювань чи при занесенні гнійної інфекції з ендогенного вогнища. Захворювання проходить з високою температурою, явищами важкої інтоксикації. Найбільш ранні прояви його візуалізуються через 8-10 діб після початку клінічних проявів. Спочатку з'являється змазаність, нечіткість кісткового рисуеку, пізніше ділянки плямистого остеопорозу зливаються у множинні вогнища остеолізу без чітких контурів, між якими візуалізуються множинні різної величини кортикальні та губчасті секвестри, періостальна реакція спостерігається лише при переході процесу в хронічну фазу переважно на зовнішній гілці чи вздовж основи нижньої щелепи. При своєчасному та вірному лікуванні через 10-12 діб з'являються симптоми відмежування патологічних утворів, спостерігається відторгнення секвестрів, подальший розвиток деструктивних змін припиняється, починається репарація. Особливу групу складають променеві некротичні ураження, що переважно виникають внаслідок променевої терапії злоякісних новоутворів зубо-щелепової ділянки. Причому перші клініко-рентгенологічні прояви можуть з'явитися навіть через кілька років після проведення променевої терапії. Переважають при цьому процеси остеонекрозу, що поєднуються з остеолізом, процес, як правило, неухильно прогресує. Ускладнення будь-яких форм остеомієліта переважно зустрічаються у молодих людей, запалення може перекинутись на гайморову пазуху, піднебіння, порожнину носа.
Одонтогенний гайморит, як і гайморит будь-якого генезу, характеризується суцільним затемненням пазухи при горизонтальному положенні пацієнта і рівнем рідини в пазусі при вертикальному його положенні. При переході гайморита у хронічну стадію у пазусі з'являються пристінкові нашарування.

## Пухлини зубо-щелепової ділянки
Пухлини зубо-щелепової ділянки доцільно розділити на:
- Первинні пухлини щелеп

а) одонтогенного походження: адамантиноми, одонтоми, цементоми
б) неодонтогенного походження: доброякісні — остеома, остеохондрома, міксома, гемангіома; злоякісні — саркома, ретикулоендотеліома, плазмоцитома, гемангіосаркома.
- Вторинні пухлини щелеп

Метастатичні та вторинні новоутвори м'яких тканин, що проростають в кісткову тканину щелеп.
При вторинних злоякісних пухлинах, що зустрічаються у 4 рази частіше, ніж первинні, зони деструкції переважно мають крайове розташування, частіше локалізуються поблизу альвеолярного краю, мають неправильну форму і нечіткі контури, ніздрюватістю кісткового рисунку. Від променевого остеомієліту відрізняються відсутністю секвестрів. Важливе значення мають рак гайморової пазухи, циліндроми слинних залоз. Істотне значення локалізації процесу, що при циліндромах (аденокарциномах) нижньощелепова, в зоні кута та гілки, циліндроми мають інфільтративний ріст на поверхні кістки, деструкція кістки крайова. Поширення на кістку значно погіршує прогноз захворювання. З інших органів, уражених злоякісними неоплазмами, найчастіше метастази в щелепи дають молочна та передміхурова залози, нирка, бронх, щитоподібна залоза, травний канал, яйники. Метастази переважно остеолітичні — множинні округлі чи овальні вогнища деструкції різної величини, центральної локалізації, часто зливного характеру, з чіткими нерівними контурами, без пошкоджень кортикального шару, який може лише стоншуватись. Рак щитоподібної залози дає своєрідні метастази — крупні деструктивні вогнища, що створюють картину крупнопетлистої перебудови кісткової структури. Остеобластичні метастази переважно характерні для рака передміхурової залози. Змішаного характеру метастази зустрічаються порівняно рідко. При патологічних переломах внаслідок метастазів кісткова тканина часто регенерує.

## Передпухлинні захворювання
До передпухлинних та пухлиноподібних захворювань щелепо-лицевої ділянки відносяться

### Остеобластокластома
Для остеобластокластоми характерна дрібносотиста будова пухлини з центральним розташуванням в кістці, здуття ураженої ділянки з різким потоншенням кортикальних платівок, її прозорість менше, ніж при адамантиномі та кисті, корені розташованих поблизу зубів не розсуваються, а розсмоктуються (диференційна ознака), схильні до рецидивуючого перебігу.

### Нейрофіброматоз
Нейрофіброматоз (хвороба Реклінгаузена) рентгенологічно характеризується різким зменшенням всіх лицевих кісток ураженої половини черепа з їх гіпертрофічним остеопорозом.

### Еозинофільна гранулема
Еозинофільна гранулема найчастіше зустрічається в кістках щелеп, рентгенологічними симптомами служать поодинокі остеолітичні вогнища неправильної округлої форми, подекуди зливних, зуби в зоні ураження випадають, корені їх розсуваються, ніколи не розсмоктуючись, при видаленні зубів лунка протягом тривалого часу не гоїться, характерна висока чутливість до іонізуючого випромінення.

### Фіброзна дисплазія
Фіброзна дисплазія характеризується строкатістю рентгенологічної картини:
- при кістковому леонтіазі різко виражене розростання кісткової тканини за гіперостотичним склеротичним типом, додаткові пазухи носа заповнюються кістковою тканиною, потовщення стінок орбіти зміщують очне яблуко;
- ізольоване ураження однієї чи обох щелеп характеризується появою кількох неправильної округлої чи овальної форми просвітлень, які можуть поширюватись на всю кістку, явища остеопорозу та періоститу відсутні
- хаотично розташовані кистозні просвітлення щелеп з неправильними і нехарактерними за локалізацією ділянками остеосклерозу

Диференціювати слід з деформуючою остеодистрофією (хворобою Педжета), яка уражує весь череп, а не окремі ділянки, характерна для осіб старшого та похилого віку.

### Кістозні ураження
- Фолікулярна кіста характеризується виникненням у дітей, повільним ростом. При незначних розмірах — це випадкова знахідка. Це порожнини округлої чи еліпсоподібної форми з чіткими чи хвилястими контурами, високої прозорості, з наявністю в просвіті зачатків 1 чи 2 зубів різного ступеня дозрівання. Якщо зуб повністю сформований, то його корені можуть знаходитись назовні від стінок з оберненою у просвіт коронкою.

- Радикулярна кіста є кінцевим етапом формування гранулеми, розміщена білякоренево, має правильн округлу форму, чіткі контури, тонкий кортикальний обідок, що відмежовує її від здорової кістки. В порожнині її можуть бути корені кількох зубів, однак пульпа їх, на відпіну від фолікулярної кисти, мертва. Ускладненням радикулярних кист верхньої щелепи може бути поширення запального процесу на гайморову чи носову пазухи з відтисненням дна пазухи догори і зменшенням її об'єму. Такі одонтогенні кисити, що проросли у гайморову пазуху, слід диференціювати від кист власне самої пазухи.

Епітеліальна киста незубного походження є за походженням епідермоїдною. Це однокамерні утвори у вигляді ділянки остеолізу з різною прозорістю, з чіткими напівциклічними контурами, кортикальна межа яких може бути відсутньою.
- Каріозні ураження часто не потребують рентгенологічного дообстеження, однак при карієсі з пришийковою локалізацією ми можемо бачити дефект у тканині зуба відповідного розташування.
- Періодонтит — це запальне ураження періодонту, що поділяється на гранулематозний, гранулюючий та фіброзний. Рентгенологічно гранулематозний періодонтит характеризується періапікальною локалізацією, досить чіткими контурами ділянки просвітлення навколо кореня зуба. Гранулюючий періодонтит відрізняється нечіткими контурами досить рівномірної ділянки просвітлення навколо кореня всього зуба. Фіброзний періодонтит характеризується незначним розширенням періодонтальної щілини, ущільненням по її краях.

## Діагностика
Для рентгенологічного дослідження слинних проток застосовуються контрастні речовини з питомою вагою, що перевищує питому вагу м'яких тканин (20 % NaI, KI, сергозин тощо, йодоліпол, ліпойодол, йодіпін, колоїдний розчин торія — торотраст). Перевагу надаємо йодоліполу та торотрасту (0,5—1,0 мл). Контрастування проток слинних залоз проводиться після попередніх оглядових контрольних знімків черепа принаймні у двох проєкціях. Інколи застосовуються знімки у аксіальній проєкції (дослідження підщелепної залози та дистальних відділів вартонової протоки). Сіалографія сприятливо впливає на хронічні запальні процеси слинних залоз, однак після дослідження доволі часто відбувається незначне загострення запального процесу, що швидко затухає. Важливе значення для діагностики запальних процесів проток має сіалографія в динаміці (через 1—2 години після введення контрасту).
Сіалографія є основною методикою розпізнавання аномалій розвитку слинних залоз та їх проток у живих людей, зокрема вродженої відсутності стенонової протоки за нормально розвиненої білявушної залози, що має спільну протоку з підщелепною залозою, вроджена облітерація однієї чи обох вартонових проток з частим утворенням штучної нориці, розширення частини чи всієї стенонової протоки.
Неспецифічні запалення слинних залоз зустрічаються досить часто. Сіалографія дає змогу встановити характер запалення слинної залози, а також відрізнити запалення від інших патологічних процесів, зокрема пухлин. Гострі запальні процеси характеризуються рентгенологічно значним звуженням всіх слинних проток, зокрема основного стовбура внаслідок набряку слизової та спастичного стану стінок. Інколи у дрібних розгалуженнях проток спостерігаются розриви тіні контрастної речовини, нагромадження її у вигляді найдрібніших крапель, що зумовлено спастичним станом циркулярних м'язів стінок протоки. За умови розвитку абсцесів у паренхімі залози на сіалограмах з'являється патогномонічна ознака — поодинокі чи множинні кистоподібні утвори, заповнені контрастом. Велике значення має розпізнавання несправжніх паротитів, що являють собою не сіалоаденіти, а лімфоаденіти, тобто запальний процес лкалзується у інтракапсулярних лімфатичних вузлах білявушної залози. Отже, сіалографічна каптина спостерігатиметься нормальна, а слинивиділення порушене не буде.
Хронічне запалення може мати перебіг як сіалодохіт та сіалоаденіт. Сіалодохіт при цьому найчастіше вражає стенонову протоку (двобічно), часто приєднується також запалення вартонової протоки, тобто поширюється на систему проток крупних слинних залоз. При сіалографії візуалізується рівномірне розширення просвіту основної протоки та її розгалужень. Чіткість контурів може частково втрачатись з причини руйнування стінок протоки та їх рубцювання. Інколи може спостерігатись абсцедування. За умови різко вираженого рубцювання паренхіми залози і звуження дрібних проток заповнення останніх контрастом не відбувається, що найхарактерніше для країв залози.
Внаслідок вогнепальних поранень обличчя, травматичних пошкоджень та операцій, опіків та гнійних запалень залози та оточуючих тканин зі значним руйнуванням часто утворюються слинні нориці білявушної, підщелепної та підязикової залоз та їх проток, які досить чітко діагностуються при сіалографії, а також при фістулографії. Нориці бувають: а) стенонової, вартонової та бартолінієвої проток; б) безпосередньо самих залоз (паренхіматозні); в) позазалозистої частини протоки додаткових часточок залоз; г) залозистої частини протоки додаткових часточок (паренхіматозні нориці додаткових часточок). При обстеженні фістулографія часто доповнюється сіалографією.
При слиникам'яній хворобі сіалографія має особливе значення за умови рентгенонеконтрастних конкрементів, які при сіалографії обволокуються контрастом і таким чином візуалізуються. Надзвичайно важливо проводити сіалографію в динаміці при множинних конкрементах (для контролю лікування, а також для визначення точної локалізації каменів). Перед проведенням сіалографії слід зробити оглядову рентгенограму щелепно-лицевої ділянки.
Туберкульозні ураження слинних залоз є часто супутніми при генералізованих формах туберкульозу легень та лімфатичної системи. Їх кінцева верифікація можлива в основному на підставі бактеріологічних та гістологічних досліджень. Однак існує декілька патогномонічних рентгенологічних симптомів. Зокрема, первинні зміни у залозі у вигляді дрібних каверн, характерних для туберкульозного процесу, візуалізуються по периферії. Водночас окремі дрібні часточки залози, розташовані між ураженими ділянками, внаслідок тиску та порушення трофіки атрофуються і заміщуються сполучною тканиною. В подальшому патологічний процес поширюється на всю залозу, тому окремі часточки та їх протоки при сіалографії не візуалізуються. Навіть при оглядових знімках спостерігається дещо збільшена і ущільнена тінь залози, що складається з окремих крупних часток, а також «безтіньових» ділянок. Розширення прооток при сіалографії не спостерігається, що дозволяє віддиференціювати туберкульозне у раження від неспецифічного. Часто візуалізуються ділянки петрифікації, рідко утворюються нориці (переважно при супутньому ураженні шийних лімфатичних вузлів.
Сифіліс слинних залоз та проток спостерігається рідко. Найчастіше уражується білявушна залоза, рідше — підязикова та підщелепна, особливо при гуммозній стадії сифіліса. Характерними є сіалографічні дані, подібні до хронічних неспецифічних сіалоаденітів, тобто деформація системи прото, порушення їх функції, застійні явища, а також дрібні порожнини, що відповідають вогнищам розпаду гуммозної тканини.
Актиномікоз залоз може бути первинним та вторинним. У першому випадку уражується система проток, у другому — м'які тканини порожнини рота, шиї чи щелеп. Найчастіше візуалізується ураження підщелепної залози та вартонової протоки. Характерними є вогнища деструкції тканини та утворення порожнин, ділянки рубцювання та заміна сполучною тканиною паренхіми залози (при сіалографії дрібні та крупні слинні протоки не заповнюються). Часто бувають ускладнення у вигляді нориць, бактеріологічні дослідження виділень з яких дають наявність друз. Диференційна діагностика з туберкульозним ураженням не проблематична, оскільки деструктивні вогнища та порожнини при туберкульозі мають округлу форму і невеликі розміри, супроводжуються дрібними звапненнями різних відділів ураженої залози. Диференціація від неспецифічного хронічного ураження полягає у тому, що крупні протоки розширені лише при неспецифічному процесі.
Доброякісні пухлини залоз (фіброми, ліпоми, гемангіоми, лімфангіоми та аденоми) розвиваються у периферичних ділянках. Рентгенологічно для них характерний правильний округлої чи овальної форми дефект наповнення в системі дрібних слинних проток. Його розмір відповідають розміру пухлинного утвору. Диференційним від злоякісних пухлин моментом є те, що доброякісна пухлина відтісняє оточуючі тканини та протоки, які на сіалограмі зберігають правильну будову та рівні контури. При гемангіомі та лімфангіомі розміри пухлини значно перевищують розміри дефекту наповнення на сіалограмі. При малігнізації доброякісної пухлини сіалографічна картина значно змінюється.
Змішані пухлини (складаються зі сполучної, епітеліальної, хрящової, слизової, жирової, м'язової та кісткової тканин) найчастіше характерні для білявушної залози і складають до 90 % всіх пухлин слинних залоз. Клінічно та анатомічно змішані пухлини доброякісні, однак вони часто (до третини) рецидивують та малігнізуються, що рентгенологічно (деформація рівних контурів дефекта, сліпе закінчення проток, їх нерівні контури) виявити надзвичайно тяжко.
З усіх злоякісних новоутворів слинних залоз практичне значення мають рак, що зустрічається найчастіше, та саркома. Провідне місце займають злоякісні новоутвори біля вушної залози, а рак під'язикової залози — казуїстика. Сіалографічні дані — підстава для визначення положення, поширення та розмірів злоякісної пухлини. Відповідно до місця пухлинної інфільтрації слинні протоки не заповнюються контрастною масою, отже, виникає дефект наповнення неправильної форми з нечіткими контурами. «Розмитість» та «змазаність» рисунка слинних проток вказує на інфільтративний ріст. Протоки, що збереглися поблизу пухлини, мають нерівні контури і безпосередньо біля її меж «зненацька перериваються». Такі рентгенологічні симптоми патогномонічні саме для злоякісних пухлин залоз, тому можуть використовуватись для диференційної діагностики.
Метастази злоякісних пухлин в слинні залози спостерігаються дуже рідко або сполучається з метастазами у інші органи. У сіалографічній картині при цьому характерною рентгенологічною ознакою є наявність поодиноких чи множинних округлої форми дефекти наповнення в системі розгалужень слинної протоки, що мають чіткі контури. Однак подібна картина характерна лише для досить крупних метастазів.
Хвороба Мікулича характеризується симетричним ураженням біля вушних та слізних залоз. Виражається ця хвороба нагромадженням та гіперплазією лімфатичної тканини, розташованої між часточками залози, що стискає паренхіму залози, що атрофується. В подальшому лімфоматозні та гранулематозні утвори рубцюються та зморщуються, у залозі утворюються порожнини, тому залози збільшені та припухлі протягом нетривалого часу. Це захворювання ідентичне з лімфогрануломатозом. Його початкова фаза характеризується значною гіперплазією лімфатичних елементів залози, тобто сіалографічно найдрібніші протоки залоз не заповнюються. Поза залозиста тканина у цій фазі лишається без змін. У подальшому внутрішньо залозиста частина стенонової протоки стає порожньою. Поза залозиста частина залози у результаті втрати тонусу розширена, а випорожнення її проблематичне, сповільнене. Слизова ротової порожнини атрофується а вивідний отвір стенонової протоки так звужений, що ввести контраст майже неможливо. При хворобі Мікулича основним завданням рентгенологічного дослідження є визначення функціональних розладів та ступеня морфологічних змін системи слинних проток та паренхіматозних елементів залози на різних стадіях захворювання.
При загальному лімфогрануломатозі, на відміну від хвороби Мікулича, уражуються не лише білявушні, але і підщелепні та під'язикові залози. Патогенез цих захворювань аналогічний. Сіалографічна картина при цьому менш виражена, ніж при хворобі Мікулича, навіть у кінцевих стадіях. Найбільші зміни виявляють у підщелепній залозі, ураження переважно двобічне, часто симетричне.

## Підсумок
Отже, при діагностиці переважної більшості захворювань зубів, щелеп та слинних залоз рентгенологічний метод є провідним, а у деяких випадках навіть визначальним для кінцевої верифікації патологічного процесу. Для діагностики багатьох нозологічних одиниць недостатньо однієї методики, що спричиняє використання панорамної томографії, комп'ютерної томографії, сіалографії та цілого ряду інших методик. Однак встановлення кінцевого клінічного діагнозу патології зубо-щелепової ділянки повинне проводитись у комплексі з іншими сучасними методами.